# Mary Lewis
Pour les articles homonymes, voir Lewis.
Mary Lewis Nicotera, née le 18 octobre 1960, est une judoka américaine. 

## Palmarès international
| Année | Compétition                | Lieu      | Résultat | Catégorie      |
| ----- | -------------------------- | --------- | -------- | -------------- |
| 1980  | Championnats du monde      | New York  | 3e       | Moins de 48 kg |
| 1983  | Jeux panaméricains         | Caracas   | 1re      | Moins de 52 kg |
| 1985  | Championnats panaméricains | La Havane | 1re      | Moins de 52 kg |